# Boarmia imbecilis
Boarmia imbecilis là một loài bướm đêm trong họ Geometridae.